# ヨハン・ヨーゼフ・ホフマン
ヨハン・ヨーゼフ・ホフマン（Johann Joseph Hoffmann、1805年2月16日 - 1878年1月23日）は、ドイツ生まれで、オランダで働いた言語学者である。
日本語、中国語の研究を行い、ライデン大学の初代の中国語・日本語担当教授となった。『日本語文典』("Japansche Spraakleer" )などの著作で知られる。日本の地を終世訪れることはなかったが、西洋においての真の意味の日本学の始祖と考えられる。

## 生涯
ヴュルツブルクに生まれた。ヴュルツブルク大学で文献学を学ぶ。
1830年7月、アントワープのホテルの食堂で、フィリップ・フランツ・フォン・シーボルトに出会う。以降、シーボルトの『日本』の著作に協力するなど、東洋学者としての活躍が始まった。
1877年にオランダ獅子功労勲章を受け、ベルリン・アカデミーの客員としても迎えられたが、翌年の1878年1月23日に死去。墓はライデン市街東部の墓地にある。

## 業績
ホフマンの研究はスタニスラス・ジュリアンらから注目され、1855年にライデン大学の初代日本学教授に任じられた。1862年には日本のオランダ留学生、西周、津田真道の世話役を務めた。
1857年に『日本語文典例証』、1868年に『日本語文典』を出版し、いずれも高い評価を得た。ホフマン以前にも日本語の文法書は書かれているが、比較文法をくぐり抜けた近代言語学の研究書としては、ホフマンが最初であるといってよい。たとえば動詞の活用型について、従来は単なる語末音で区別していたが、ホフマンは語幹末音が変化するか否かに着目している。また「ハ行音は h でなく f で書かれるべき」とする根拠などにおいて、慎重に論を運ぶ記述態度は、現代の研究態度に等しいものである。
日本語研究としては、ほかに『日本研究』『日本書誌』（シーボルトと共著）がある。こうした書籍出版の関係で漢字や仮名の活字作成にも関わった。なお日本語辞典として『日蘭辞典』や『日英辞典』の編纂にも取り掛かったが、結局は未完に終わっている。